# Magistralni put M7 (Montenegro)
Der Magistralni put M7 ist eine Nationalstraße in Montenegro, die von der bosnisch-herzegowinischen Grenze bei Vilusi in östlicher Richtung nach Nikšić führt. Der M7 hat eine Länge von 36 Kilometern.

## Streckenverlauf
Die Straße M7 beginnt als Fortsetzung des bosnisch-herzegowinischen Magistralni put M6 und führt über Vilusi nach Nikšić, wo sie auf die M3 trifft. 

## Geschichte
Bis zur Neunummerierung der montenegrinischen Straßen im Jahr 2016 trug die Straße in Fortführung der Nummerierung in der SFR Jugoslawien die Nummer M6 (wie weiterhin die westlich anschließende Straße in Bosnien und Herzegowina). Die Fortsetzung weiter nordöstlich trägt immer noch die Bezeichnung M6.